# Yevguén Konovalets
Yevguén Mijáilovich Konovalets (en ucraniano: Євге́н Миха́йлович Конова́лець; Záshkiv, 14 de junio de 1891-Róterdam, 23 de mayo de 1938) fue un activista nacionalista ucraniano, fundador de la Organización Militar Ucraniana (UVO) y la Organización de Nacionalistas Ucranianos, y jefe de los Fusileros de Sich.

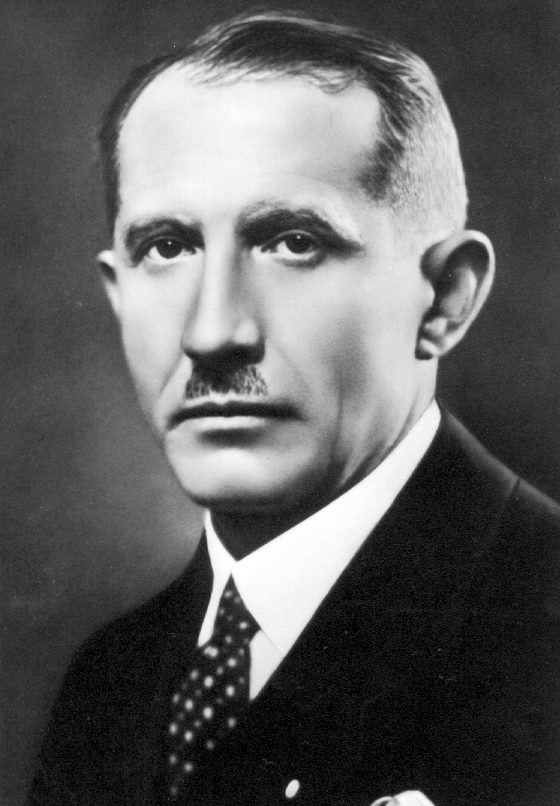
Retrato de Konovalets

## Biografía
Nacido en Záshkiv (reino de Galitzia y Lodomeria, Imperio austrohúngaro), el 14 de junio de 1891, estudió Derecho en la Universidad de Leópolis.
Combatió junto a las Potencias Centrales en la Primera Guerra Mundial, permaneció como prisionero de guerra de los rusos entre 1915 y 1918. Posteriormente, participó en la formación de la República Popular Ucraniana y fue miembro de los Fusileros de Sich. Konovalets fue en 1920 uno de los fundadores de la Organización Militar Ucraniana (UVO) en Praga, organización que tras la incorporación de la parte oriental de Galitzia a Polonia, emplearía la lucha armada y los atentados contra el gobierno polaco. Se llegaría a convertir en líder del nacionalismo «integralista» ucraniano en el período de entreguerras y en el primer líder de la Organización de Nacionalistas Ucranianos (OUN), cuyo congreso fundacional tuvo lugar en 1929.
Falleció el 23 de mayo de 1938 en Róterdam, asesinado por el agente soviético de la NKVD Pável Sudoplátov, que empleó en el atentado un artefacto explosivo camuflado en una caja de bombones. Su sucesión generó tensiones internas en la OUN, que se acabaría escindiendo en 1940 en una facción con Andriy Mélnyk a la cabeza y en otra facción liderada por Stepán Bandera.